# August Alexander Klengel

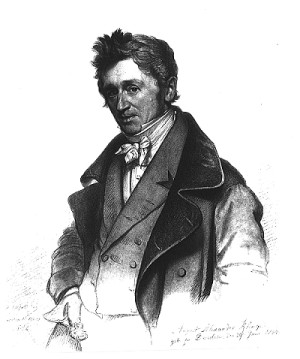
August Alexander Klengel.

August Alexander Klengel, född 29 juni 1783 i Dresden, död där 22 november 1852, var en tysk kompositör.
Klengel var elev till Milchmayer och Clementi (1803), med vilken han begav sig till Sankt Petersburg. Efter ett uppehåll i Paris (1811-13) blev han 1816 hovorganist i Dresden. 
Klengel var bekant under namnet kanon-Klengel på grund av sitt ovanliga och fullständiga herravälde över den stränga kanonformen. Själv utgav han blott 24 kanon under titel Les avant-coureurs, "förelöparna", nämligen till huvudverket Canons et fugues, utgivet efter hans död av Moritz Hauptmann (två band, 1854). Dessutom skrev han varjehanda musik för olika instrument.